# SS Cameronia (1911)
Le SS Cameronia était un bateau à vapeur à deux hélices appartenant à la Anchor Line basée à Glasgow et construit en 1911 par D. and W. Henderson and Company à Glasgow. Le navire assurait un service transatlantique de Glasgow vers diverses destinations.
Le Cameronia a effectué son voyage inaugural pour la compagnie Anchor Line le 13 septembre 1911 sur la route Glasgow - Moville - New York. En février 1915, le Cameronia est employé dans un service conjoint de la compagnie Anchor-Cunard sur la route Glasgow - Liverpool - New York.

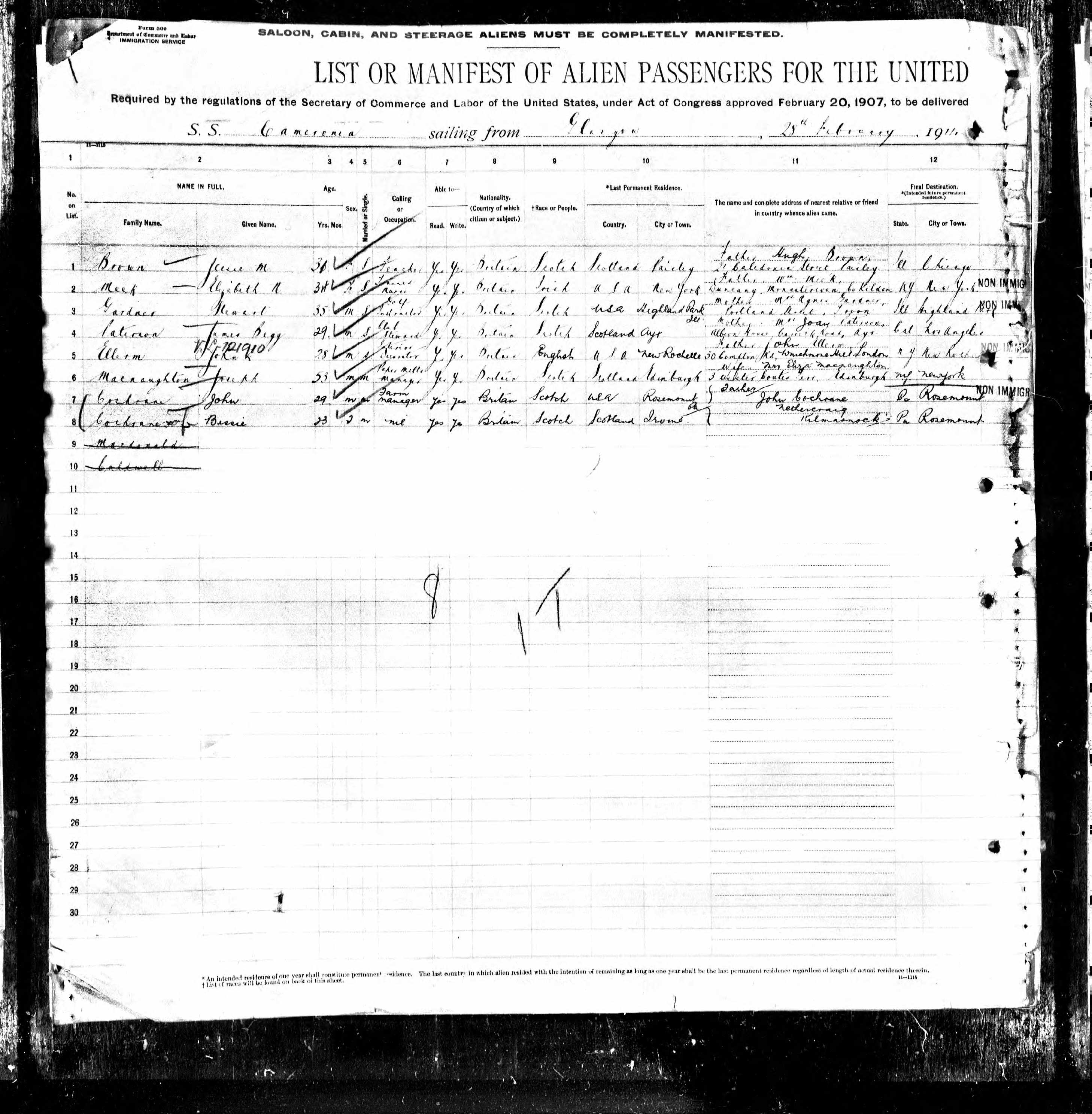
Journal de bord du Cameronia

Le 21 juin 1915, alors qu’il était en raccord avec la rivière Mersey, le Cameronia fut attaqué par un sous-marin. Le capitaine Kinnaird a viré pour tenter d’éperonner le sous-marin qui a été forcé de plonger et a interrompu son attaque.
Le Cameronia a été torpillé le 15 avril 1917 par le sous-marin allemand U-33 alors qu’il faisait route de Marseille en France à Alexandrie en Égypte. Il servait alors de navire de transport de troupes britannique et avait environ 2650 soldats à bord. Le navire a coulé en 40 minutes, à 150 milles à l’est de Malte, avec la perte de 210 vies. D’autres sources ne font état que de 140 victimes. La plupart des membres de l’équipage et des soldats embarqués ont été récupérés par les destroyers d’escorte HMS Nemesis et HMS Rifleman. Les autres survivants ont eu suffisamment de temps pour monter dans les canots de sauvetage.
Le commodore et écrivain nautique écossais David W. Bone a écrit un compte rendu de première main du naufrage du Cameronia.